# Rocco Racchetti
Rocco Racchetti (13 agosto 1786 – 1859) è stato un letterato, scrittore e retore italiano.

## Biografia
Rocco Racchetti nacque il 13 agosto 1786 da Andrea Racchetti e Isabella Bellocchio e crebbe insieme a quattro fratelli: i minori Paolo e Alessandro e i maggiori Giuseppe e Vincenzo. 
Seguendo l'esempio dei suoi fratelli, fu un letterato ed autore di numerosi testi in italiano, in latino ed anche in dialetto cremasco, ottenendo però scarsi risultati. Per venticinque anni insegnò retorica al ginnasio di Crema. Fu sempre devoto alla scuola classica, anche nel periodo della polemica con quella romantica. Rocco fu grande ammiratore delle favole mitologiche, che considerava quasi un necessario condimento alla poesia. Morì nel 1859.

## Profilo critico
La produzione letteraria di Rocco Racchetti si articola da una parte intorno ai temi cari al classicismo (traduzioni dal latino, biografie antiche), e in difesa della letteratura tradizionale e della mitologia; dall'altra spazia con opere prevalentemente d'occasione su temi laici e religiosi (ricorrenze religiose, matrimoni, orazioni funebri). All'interno di questa produzione vengono in particolar modo sottolineati i temi della natura e degli affetti.

## Traduzioni
Tradusse in italiano l'opera biografica I Dodici Cesari di Svetonio Tranquillo, di cui l'unica parte pubblicata fu La Vita del Divo Giulio, alla quale aggiunse una biografia della famiglia dei Cesari. 
Un altro suo lavoro di rilievo fu Discorso sull'uso della Mitologia, stampato nel 1844. Fu popolare inoltre la sua traduzione in vernacolo di due poesie anacreontiche di Iacopo Vittorelli, stampate in un opuscolo che raccoglie un Saggio delle Poesie in dialetto cremasco.

## Opere
- A Gesù bambino per la festività del suo nascimento è un inno pubblicato a Milano il 16 Novembre 1856. Nel testo si racconta la nascita di Gesù bambino: inizialmente si parla del luogo in cui è avvenuta, delle persone e degli animali presenti e dell'affetto provato dalla madre nei confronti del figlio. Successivamente si racconta dei doni portati dai pastori, agnelli e vesti. Nella conclusione c'è una predizione che afferma che Gesù libererà le anime meritevoli dal limbo ed esorta alla speranza, in vista della fine delle loro sofferenze.
- A Maria è un inno pubblicato a Milano nel 1843, composto per la ricorrenza della nascita di Maria nel Santuario di Santa Maria della Croce. Nella prima parte è descritta la configurazione degli astri celesti e si sottolinea il carattere provvidenziale della figura di Maria; nella parte centrale della poesia si descrivono le bellezze naturali che rendono straordinario il giorno della nascita di Maria, portatrice della parola di Dio; nell'ultima strofa Maria è presentata come colei che viene invocata nel momento della morte, origine della speranza di perdono e di salvezza.
- Al cavaliere Francesco Vigo-Pellizzari e alla damigella Caterina Perricone questi versi nel dì delle nozze Filippo Samani dedicava, venne pubblicato a Milano nel 1865. Il testo, scritto in lingua italiana, descrive la natura e il clima del giorno che, attraverso i suoi colori, riflette i sentimenti dei due fidanzati che stanno per sposarsi.
- Alla Gloriosa Regina del Cielo nel Santuario di Santa Maria della Croce è un omaggio poetico pubblicato a Crema il 4 settembre 1851. Nell'opera si parla dell'apparizione della Madonna che porta beatitudine a chi la guarda. La sua statua, presente nella Chiesa, ha sembianze umane e pietose, indossa un abito signorile ed è senza corona: per questo nella poesia si afferma che il Papa, impietosito, gliela avrebbe donata. In conclusione c'è la richiesta a Maria di esaudire i voti dei suoi fedeli.
- Allo sposo è una poesia pubblicata a Crema dalla tipografia Peletti nel 1842. Si tratta di una serie di componimenti poetici per le fauste nozze dei nobili signori Giovanni Battista e Marietta Fadini. Racchetti compose questa canzone classica come regalo di nozze, ma nel finale resosi conto di essere stato didascalico e austero, aggiunse alla trama uno scherzo anacreontico.
- De Gestis Cultuque Sancti Francisci Xaverii è un canto a due voci pubblicato a Crema nel 1844. Il santo è presentato come un uomo religioso che esaltava l'impero di Cristo e che, sfidando le onde come una rondinella e gridando con dolore, riposa in pace in nome del Signore, dopo aver combattuto in nome della fede. L'agonia di Francesco Saverio fa splendere il sentiero ai fedeli e permette ai devoti di ascendere al cielo con lui.
- Esercizio di Divozione è una raccolta di vari argomenti religiosi trattati sotto forma di preghiere, scritte in latino e successivamente tradotte in italiano. Queste preghiere sono un'esercitazione spirituale da svolgere nella novena precedente il SS. Natale.
- Il timor vicendevole, pubblicato a Lodi il 16 febbraio 1808, è un contrasto che parla di un litigio tra marito e moglie con riappacificazione finale. La moglie è arrabbiata perché il marito guarda le ninfe e, quando glielo fa presente, lui ride. Successivamente lei lo minaccia scherzosamente di concedersi a tutti i suoi spasimanti per fargli un dispetto. Lui le risponde piangendo che stava scherzando e che non si era mai innamorato delle ninfe. Nel finale, i due si chiedono se si amano a vicenda e rispondono affermativamente.
- L'Eco è una poesia anacreontica pubblicata a Milano nel 1841 dalla tipografia di Paolo Lampato. È stata scritta per le fauste nozze del signor Paolo Pezzetti di Crema, dottore in medicina e chirurgia e della nobile contessa Amalia della Scala di Lodi.
- Necrologia è un omaggio funebre pubblicato a Lodi, dalla tipografia Wilmant nel 1842. È dedicato a Luigi Guanini, morto prematuramente a Crema il 19 Luglio di quell'anno. Il defunto viene descritto come particolarmente affezionato ai suoi genitori, tenero amico, ottimo cittadino, cortese e mite.
- Orazione graduatoria per l'assunzione alla Sacra Porpora di sua eminenza il Signor Cardinale Placido Zurla è una canzone pubblicata a Crema il 7 Luglio 1823. Racconta dell'apparizione di due ancelle: la prima è la rappresentazione della guerra, con un aspetto talmente aggressivo da abbagliare gli occhi del narratore; la seconda invece appare tranquilla e celestiale, tant'è che viene paragonata alla Luna, simbolo di protezione e di calma notturna. Al termine della canzone, il narratore invita la propria poesia a portare il messaggio divino a tutta l'umanità, nello stesso modo in cui l'aveva portato al cardinale Zurla scendendo dal cielo.
- Poesie per le nozze della Gentil Donzella è una raccolta di poesie pubblicata a Crema nel 1857 dalla tipografia Campanini. I testi, indirizzati alla donna, ripercorrono i suoi primi amori e descrivono il giorno del suo matrimonio.
- Preghiere e lodi è un'opera dedicata a San Francesco Saverio protettore dell'Opera Pia della propagazione della fede a favore delle missioni straniere nei due mondi, pubblicato a Crema nel 1842. Contiene:
  - Al devoto lettore;
  - Preghiere in memoria del Decennio apostolico del Santo;
  - Preghiera per la propagazione della fede;
  - Hymnus;
  - Poetica Melos;
  - Cantata;
  - Iscrizione sulla porta maggiore del tempio;
  - Iscrizione sulla porta laterale del tempio.
- Sull'Uso della Mitologia è un discorso pubblicato a Milano dalla tipografia Ronchetti e Ferreri nel 1844. È dedicato a Gaetano Severnigni in occasione della sua laurea in matematica all'Università di Pavia, come segno d'affetto, di gioia e di ringraziamento per la sua amicizia.

## Altre opere
- Del Professore Rocco Racchetti: la Giovinetta Pietosa, Crema, 1865.
- Discorso del Professore Rocco Racchetti in occasione che consegue la laurea in matematica, Crema, 1844.
- In morte di Luigi Guarini di Crema, Lodi, 1842.
- Libera traduzione in dialetto cremasco, Lodi, 1838.
- Milano: "Per Nozze", Lodi, 1841.
- Nel solenne ingresso del Molto Reverendo Sacerdote D. Simone Aschedamini, Crema, 1843.
- Per la solenne vestizione dell'abito agostiano, Crema, 1823.
- Poesie per le faustissime nozze de' nobili signori Petrozani e Marietta Fadini, Crema, 1842.
- Professando solennemente nel venerando Monastero della Visitazione, Crema, 1842.
- Traduzione dell'Ode del libro I di Orazio, Crema, 1862.